# The Onion

Das Logo der Zeitschrift

The Onion (englisch Die Zwiebel) ist ein US-amerikanisches Unternehmen für digitale Medien und Nachrichtensatire, das Artikel zu internationalen, nationalen und lokalen Nachrichten veröffentlicht. Das Unternehmen mit Sitz in Chicago wurde am 29. August 1988 in Madison, Wisconsin gegründet. Im Frühjahr 1996 begann The Onion mit der Online-Veröffentlichung. Im Jahr 2007 begann die Organisation als Onion News Network mit der Veröffentlichung von satirischen Nachrichten in Audio- und Videoform online. Im Jahr 2013 stellte The Onion seine Printausgabe ein. Seit August 2024 wird wieder eine Printausgabe herausgegeben.

## Inhalte
Die Artikel von The Onion kommentieren reale wie fiktive Ereignisse aus der Welt und der US-amerikanischen Innenpolitik, dem Fernsehen, der Welt der Hollywood-Stars und eine Fülle anderer gesellschaftlicher Themen. Die Autoren von The Onion pflegen keinen Individualstil, sondern einen gemeinsamen Redaktionsstil, der sich nur wenig ändert.
Die satirischen Artikel imitieren dabei den trockenen, sachlichen Stil einer Agenturmeldung oder den Tonfall eines Leitartikels. Der Witz der Artikel ist stets bereits in der Schlagzeile enthalten. Manche Artikel arbeiten mit dem alten Prinzip der Verkehrten Welt, etwa bei der Meldung: „World’s Knowledge to Be Written Down“ („Das gesamte Wissen der Welt soll in Büchern aufgeschrieben werden“).
Viele Meldungen beschäftigen sich auch mit Lokalnachrichten oder mit sarkastischen Beobachtungen von alltäglichen Situationen, die in jedermanns Leben auftreten können („Area Loser to Spend Rest of Day in Bed“ – „Versager verbringt den Rest des Tages im Bett“ oder „Everybody Browsing at Video Store Saying Stupid Things“ – „Alle anderen Kunden in der Videothek reden dummes Zeug“). Die Helden vieler solcher Geschichten heißen Area Man oder Area Woman – Ausdrücke, die bei Onion-Lesern zum stehenden Begriff geworden sind. Der Witz besteht dann häufig in der Übertragung subjektiver Beobachtungen auf den objektiven Stil und die nüchterne Berichterstattung eines Nachrichtenmediums.

## Geschichte
The Onion wurde 1988 in Madison (Wisconsin) von Tim Keck und Christopher Johnson gegründet, zwei Studenten der University of Wisconsin. Ein Jahr später verkauften sie das Blatt, das kaum mehr als eine Witzesammlung war, für 19.000 Dollar an den 24-jährigen Zeichner und Autor Scott Dikkers und den 21-jährigen Peter Haise. Zunächst fand The Onion nur lokale Verbreitung, jedoch mit immer größerem wirtschaftlichen Erfolg. 1995 wollten die Herausgeber dann den Sprung in die größere Öffentlichkeit wagen: mit einer regelmäßig erscheinenden Parodie auf die landesweit erscheinende Tageszeitung USA Today. Den neuen Stil entwickelten maßgeblich der Autor Robert D. Siegel und der Layouter Andrew Welyczko. Der Durchbruch kam jedoch erst, als 1996 die Website theonion.com eingerichtet wurde. Seitdem entwickelte sich die Seite zu einer der bekanntesten, meistzitierten und meistbesuchten satirischen Websites englischer Sprache. Die Seitenaufrufe pro Monat stiegen von rund 777.000 im Jahr 1998 auf 8.596.000 im Jahr 2004.
Im Januar 2001 zog die Redaktion von Madison (Wisconsin) nach New York um. Der neue Geldgeber, der Investor David Schafer, sorgte für ein weiteres wirtschaftliches Wachstum des Blattes und für die Etablierung von The Onion als bekanntem Markenzeichen.
Im Jahr 2001 war The Onion das satirische Medium, das mit am Frühesten auf die Terroranschläge am 11. September reagierte. Die Ausgabe zum Thema „Holy Fucking Shit – Attack on America“ („Verdammte Scheiße – Amerika wird angegriffen“) hatte Chancen, für den Pulitzer-Preis nominiert zu werden, wie der Juror Zack Stalberg später sagte. Die satirischen Artikel der ersten Ausgabe nach den Anschlägen trugen Schlagzeilen wie „U.S. Vows to Defeat Whoever It Is We’re at War With“ („USA gelobt: Wer auch immer da gegen uns kämpft, wir werden sie schlagen“), „American Life Turns Into Bad Jerry Bruckheimer Movie“ („Das Leben in Amerika verwandelt sich in einen schlechten Film von Jerry Bruckheimer“) und „Hijackers Surprised to Find Selves in Hell“ („Flugzeugentführer finden sich zu ihrer Überraschung in der Hölle wieder“). Politisch zeigt sich The Onion eher linksliberal und regierungskritisch, wobei viele Beiträge gerade zum Irak-Krieg darauf bedacht waren, die Soldaten verständnisvoll zu behandeln und nur die Machthaber George W. Bush, Dick Cheney usw. anzugreifen.
Zwischen 2004 und 2005 gab es einen kostenpflichtigen Premiumzugang. Seit August 2011 kann man außerhalb der USA fünf Nachrichten im Monat kostenlos lesen, weitere Nachrichten sind auf monatlicher oder jährlicher Basis kostenpflichtig.
2008 erschien die Komödie News Movie (Originaltitel: The Onion Movie) als Direct-to-Video. Sie wurde von The Onion geschrieben und bereits 2003 produziert.
Ende 2013 stelle The Onion die gedruckte Zeitschriftenausgabe ein.
Seit 2017 verließen mehrere Führungskräfte und Autoren The Onion, um für Elon Musks neues Unternehmen Thud! zu arbeiten. Dort sollte ein „brandneues Comedy-Projekt“ gestartet werden. Als Musk seine Pläne öffentlich machte, zog The Onion sie mit mehreren Artikeln ins Lächerliche.
Im August 2024 führte The Onion wieder eine gedruckte Zeitschriftenausgabe ein.
Im November 2024 wurde nach einem Bieterwettbewerb mit der Unterstützung der Angehörigen der Opfer des Amoklaufs an der Sandy Hook Elementary School das Onlineportal InfoWars aus der Insolvenzmasse von Alex Jones zu einem unbekannten Preis übernommen. Es ist geplant, das Onlineportal, welches zuvor rechtsradikale Verschwörungstheorien verbreitet hat, in eine Satirewebseite umzugestalten.

## Druckausgabe
The Onion war als Parodie auf eine Tageszeitung gestaltet. Ihr US-amerikanisches „Vorbild“ ist vor allem die dort meistverkaufte Zeitung USA Today.
Daneben gibt es in jeder Ausgabe eine Statistik zu einem absurden Thema, ein Horoskop, das jedem meist einen grauenvollen, aber originellen Tod vorhersagt, und die aktuelle Umfrage („What Do You Think?“ bzw. „American Voices“) zu realen tagespolitischen Themen – wobei die Antworten fiktiv sind und zwar die Namen und Berufe, aber nie die Porträtfotos der Befragten ausgewechselt werden. In der Rubrik „The Onion in History“ erscheint jeweils die „Titelseite“ von The Onion aus einem Jahr des 20. Jahrhunderts, auf der die wichtigsten Ereignisse dieses Jahres, der Lebensstil und die Trends der Zeit satirisch aufgenommen werden. Die Zeitungsseiten sind gesammelt im Buch Our Dumb Century („Unser dämliches Jahrhundert“) erschienen.
Nicht in jeder Ausgabe enthalten waren die satirischen Leitartikel, die nicht von renommierten Publizisten, sondern von (fiktiven) Underdogs oder bizarren Persönlichkeiten stammen, darunter der fiktive Herausgeber T. Herman Zweibel, der nach eigenen Angaben seit 1901 im Amt ist. Andere „Kolumnisten“, die gelegentlich auftraten, waren Larry Groznic, ein übergewichtiger Comic- und Computerspielfreak, Herbert Kornfeld, ein biederer Buchhalter, der jedoch in einem grotesken Gangsta Rap-Idiom spricht, oder Jackie Harvey, ein Hollywood-Reporter, dessen Meldungen aus der Welt der Stars weder aktuell noch originell sind. In der Ratgeber-Rubrik „Ask A…“ wurden Leserzusendungen von denkbar ungeeigneten Ratgebern beantwortet, etwa einem Elitesoldaten oder einer Honigbiene, die die Fragestellung vollständig ignorierten.
Ergänzt wurde die Satirezeitung durch die ernsthafte Beilage (bzw. Website) The A.V. Club, in der aktuelle CDs, Bücher, DVDs, Kinofilme und Computerspiele kritisch besprochen werden. Dort finden sich auch Interviews mit Schauspielern und Musikern, Cartoons und die Sex-Kolumne Savage Love von Dan Savage.
Die Druckausgabe von The Onion war als Abonnement und in einigen größeren US-amerikanischen Städten auch im freien Verkauf und als Gratiszeitung erhältlich. Im Mai 2005 waren dies Madison, Milwaukee, New York City, Chicago, Minneapolis/Saint Paul, Denver, Boulder (Colorado) und San Francisco. Nach Angaben von The Onion erreichte die Druckausgabe rund 990.000 Leser.
Ende 2013 wurde die Druckausgabe, die zuletzt noch in drei Städten – Chicago, Milwaukee und Providence in Rhode Island – erhältlich war, nach 25 Jahren eingestellt.

## Für real gehaltene Meldungen
Artikel aus The Onion wurden trotz – oder gerade wegen – ihrer treffenden satirischen Darstellung der Wirklichkeit gelegentlich von anderen Medien als reale Meldungen missverstanden. Eine Auswahl:
- Die chinesische Zeitung Beijing Evening News übersetzte im Jahr 2002 einen Teil eines Artikels aus The Onion, laut welchem der US-Kongress drohte, Washington, D.C. zu verlassen, wenn nicht umgehend ein neues, größeres und komfortableres Kapitol gebaut werde. Der Artikel von The Onion spielte auf ähnliche Forderungen von amerikanischen Football-Mannschaften an, die zu dieser Zeit nach größeren und besseren Stadien verlangten.
- Das Gerücht, dass die Harry-Potter-Autorin Joanne K. Rowling Satanistin sei, geht ebenfalls auf einen Artikel dieses Magazins zurück.
- Im März 2004 präsentierte der Fernsehsender MSNBC einen Artikel von The Onion als reale Meldung. Der Artikel zitierte eine erfundene wissenschaftliche Studie, wonach 58 % des Fitnesstrainings, das in Amerika ausgeübt werde, in Telegymnastik-Sendungen stattfinde (Study: 58 Percent Of U.S. Exercise Televised, The Onion 40-10, 2004).[13]
- Im September 2009 druckten zwei Tageszeitungen aus Bangladesch, Daily Manab Zamin und New Nation, einen Artikel von The Onion als reale Nachricht – demzufolge hätten YouTube-Filme mit Verschwörungstheorien zur Mondlandung den Astronauten Neil Armstrong überzeugt, dass die Mondlandung in einem Filmstudio stattgefunden habe.[13]
- Die iranische Nachrichtenagentur Fars übernahm am 28. September 2012 fast wortwörtlich in Englisch und ohne Quellenangabe[14] den ursprünglich am 24. September veröffentlichten Artikel: „Gallup Poll: Rural Whites Prefer Ahmadinejad to Obama“ („Gallup-Umfrage: Weiße Landbevölkerung bevorzugt Ahmadinejad gegenüber Obama“). 77 % der weißen Landbevölkerung würde demnach lieber mit Ahmadinejad zu einem Baseballspiel oder auf ein Bier gehen. Ein Zitat meint, dass er die Landesverteidigung ernst nehme und sich nicht von schwulen Demonstranten sagen lasse, wie er das Land zu führen habe. In Anspielung auf den realen Mythos der Birther, Obama sei eigentlich Muslim, respektieren 60 % der weißen Landbevölkerung wenigstens, dass Ahmadinejad nicht verbirgt ein Muslim zu sein. Onion aktualisierte seine Meldung mit einem Link zu einem Screenshot der Fars-Story und dem Hinweis: „For more on this story: Please visit our Iranian subsidiary organization, Fars“ („Für Näheres zu dieser Geschichte: Bitte besuchen sie unsere iranische Zweigniederlassung, Fars“).[15] Auch auf Twitter wurde Fars als Zweigniederlassung bezeichnet, mit der man jeden und allen Inhalt frei teile. Auf Fars wurde die Meldung im Laufe des Tages entfernt. Sie wurde aber schon von zwei anderen iranischen Nachrichtenseiten übernommen: Hayat (am 29. noch online) und Mehr.[16]
- Nachdem die Online-Ausgabe der staatlich geführten chinesischen Zeitung Guangming Daily[17] die Onion-Meldung vom 14. November 2012[18] übernommen hatte, wonach der nordkoreanische Diktator Kim Jong Un zum „Sexiest Man Alive“ des Jahres gewählt worden sei, brachten auch die chinesische, englische und südkoreanische Online-Ausgabe der linientreuen chinesischen Zeitung People’s Daily diese Meldung. Onion wurde dabei erwähnt und auch deren Lobeshymnen zitiert wie „Mit seinem umwerfend hübschen, runden Gesicht, seinem jungenhaften Charme und seiner starken, stämmigen Figur ist dieser Herzensbrecher aus Pjöngjang der wahrgewordene Traum aller Frauen“.[19] Zusätzlich wurde eine Galerie mit 55 Bildern beigesteuert.[20] Bald nach Bekanntwerden verschwand die Meldung.[21]
- Der ehemalige FIFA-Vize-Präsident Jack Austin Warner nutzte am 31. Mai 2015 einen Onion-Artikel[22], um seine Kritik gegenüber den USA bezüglich seiner kürzlich durchgeführten Verhaftung wegen Korruptionsvorwürfen deutlich zu machen.

## The Onion News Network
Im März 2007 wurde das Onion News Network (ONN) als 24-Stunden-Nachrichtennetzwerk gestartet, für das seit Mitte 2006 produziert worden war. Am 3. Februar 2009 wurde als Spin-off das Onion Sports Network gestartet. Es gibt Nachrichtenshows, aber auch Frühstücksfernsehen, Talkshows und andere Formate.
Vom 11. Januar 2011 bis Juni 2011 wurde Onion SportsDome am Kabelkanal von Comedy Central ausgestrahlt. Vom 21. Januar 2011 bis März 2012 wurde Onion News Network im Independent Film Channel (IFC) ausgestrahlt.

## Auszeichnungen
- 1999 – Thurber Prize for American Humor
- 1999, 2000, 2001, 2002 – Webby Award für „Best Humor Site“ und „People’s Voice Award“
- 2014 – Orwell Award

## Bücher
- Our Dumb Century: The Onion Presents 100 Years of Headlines from America’s Finest News Source. 1999. ISBN 0-609-80461-8
- The Onion’s Finest News Reporting, Volume 1. 2000. ISBN 0-609-80463-4
- Dispatches from the Tenth Circle: The Best of The Onion. 2001. ISBN 0-609-80834-6
- The Onion Ad Nauseam: Complete News Archives Volume 13. 2002. ISBN 1-4000-4724-2
- „Relations Break Down Between U.S. and Them“: The Onion Ad Nauseam: Complete News Archives Volume 14. 2003. ISBN 1-4000-4961-X
- „Fanfare for the Area Man“: The Onion Ad Nauseam Complete News Archives Volume 15. 2004. ISBN 1-4000-5455-9.
- „Embedded in America“: The Onion Ad Nauseam Complete News Archives Volume 16. 2005. ISBN 1-4000-5456-7.
- Our Dumb World: The Onion’s Atlas of the Planet Earth, 73rd Edition. 2007. ISBN 0-316-01842-2.
- The Onion Book of Known Knowledge. A Definitive Encyclopaedia of Existing Information in 27 Excruciating Volumes (ein Band), Hachette, New York 2012, ISBN 978-0-316-13326-5